# Martí Sans i Pairuto
Martí Sans i Pairuto (Biure, Alt Empordà, 16 de gener de 1946) és un polític català.
És llicenciat en Filosofia i Ciències de l'Educació per la UNED, i ha treballat com a professor de català a l'IES Narcís Monturiol de Figueres de 1972 a 1990. Fou un dels fundadors del sindicat de mestres de Girona i actualment és membre de la UGT.
Militant del PSC-PSOE, a les eleccions municipals de 1983 i 1987 fou elegit regidor de Peralada. Ha estat diputat a la Diputació de Girona el 1987-1991, al Consell Comarcal de l'Alt Empordà el 1991-1997 i a les eleccions al Parlament de Catalunya de 1995 i 1999. A les eleccions municipals de 1991 i 1995 fou escollit regidor i tinent d'alcalde de l'ajuntament de Figueres. El 2003 fou nomenat Director General de Pesca de la Generalitat de Catalunya.